# Anatomie d'un instant
Anatomie d'un instant (en espagnol Anatomía de un instante) est un roman-essai de l'écrivain espagnol Javier Cercas, paru en 2009.

## Résumé
Ce roman, qui prend le ton d'analyse d'un essai, raconte la tentative de coup d'État par l'armée espagnole, le 23 février 1981, alors que le chef du gouvernement, Adolfo Suárez, vient de démissionner. Ce jour-là, pendant le débat d'investiture du nouveau président du gouvernement, les militaires investissent le Parlement. Les événements qui vont suivre décideront de la primauté de la démocratie en Espagne sur les forces fascistes. 